# Torre della Radio di Berlino

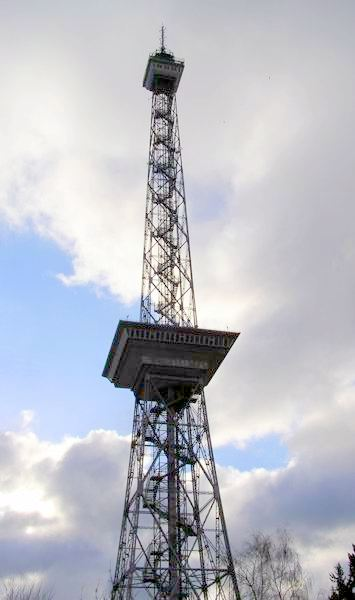
La torre radio di Berlino (Berliner Funkturm) di giorno

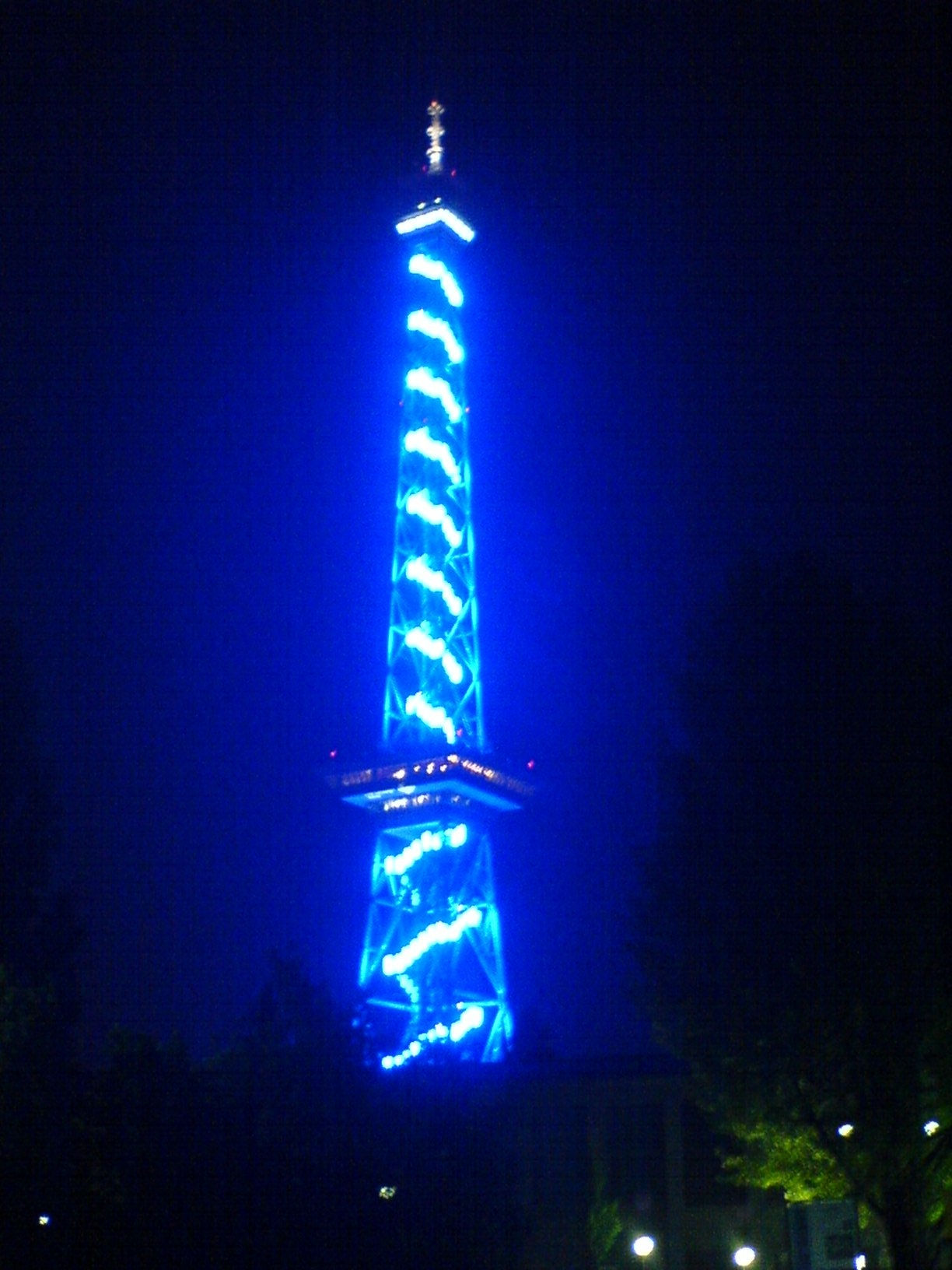
La torre illuminata durante lInternationale Funkausstellung Berlin del 2005

La torre della Radio di Berlino (in tedesco Berliner Funkturm) è una struttura trasmittente di Berlino, costruita tra il 1924 e il 1926 da Heinrich Straumer. Soprannominata "der lange Lulatsch" ("il ragazzino smilzo") ed è uno dei più noti punti di interesse della città di Berlino. Si erge in uno spazio aperto di Berlino nel distretto di Charlottenburg-Wilmersdorf. Il 3 settembre 1926 la torretta radiofonica è stata inaugurata in occasione della III Grossen Deutschen Funkausstellung (III Grande Mostra Radiofonica Tedesca). La torretta è ora un monumento protetto.

## Metodo della costruzione
La torretta è costituita da una grande struttura di acciaio, simile alla torre Eiffel di Parigi. È alta circa 150 metri e pesa circa 600 tonnellate; originariamente fu progettata esclusivamente come torretta trasmittente, ma le aggiunte successive hanno incluso un ristorante ad un'altezza di circa 52 metri e una piattaforma di osservazione ad un'altezza di circa 125 metri. Il ristorante e la piattaforma di osservazione sono raggiungibili con un elevatore che viaggia fino a 4 metri al secondo.
La torretta radiofonica ha due caratteristiche strutturali molto notevoli.
Poggia su una base quadrata di soltanto 20 metri per lato. Il relativo rapporto area/altezza è 1:6,9; cioè una struttura alta circa 7 volte la larghezza della base su cui poggia. Al confronto la torre Eiffel poggia invece su un quadrato di 129 metri per lato, il rapporto area/altezza è quindi 1:2,3. La torretta radiofonica è probabilmente l'unica torretta di osservazione del mondo che utilizza isolanti di porcellana. È stata progettata come torretta di sostegno per un'antenna-T a onde medie e gli isolanti sono stati progettati per impedire il passaggio di elettricità attraverso la torretta stessa. Tuttavia ciò non eliminava il pericolo perché gli ospiti sarebbero stati vulnerabili alle scosse elettriche più potenti, così la torretta successivamente è stata collegata tramite il relativo albero dell'elevatore. Gli isolanti usati sono stati prodotti dalla Koeniglich Preussische Porzellanmanufaktur (Fabbrica Reale di Porcellana di Prussia).
Il 22 marzo 1935, fu trasmesso dall'antenna sulla parte superiore della torretta il primo programma televisivo nel mondo a radiodiffusione. Dal 1962, la torretta non viene più usata per le trasmissioni TV. Dal 1973 la torretta radiofonica non serve più da torretta per la radiodiffusione, ma ancora è usata come stazione di relè per le radio locali (Amateur Radio), sorveglia i servizi radiofonici ed i servizi di telefonia mobile. L'ultimo rinnovamento completo è avvenuto nel 1987 in occasione del 750º anniversario della fondazione di Berlino.

## Storia
- dicembre 1924: Inizio della costruzione
- aprile 1925: Fine della costruzione
- 25 settembre 1925: Inizio delle trasmissioni radio
- 3 settembre 1926: L'esposizione della radio si apre e la torre è aperta al pubblico
- 22 marzo 1935: Primo programma televisivo regolare al mondo
- 19 agosto 1935: Incendio della torre
- dicembre 1935: Ripresa delle trasmissioni televisive
- 1938: Soppressione dell'antenna trasmittente televisiva
- aprile 1945: Bombardamento che provoca danni
- maggio 1950: Si apre di nuovo il ristorante
- 1951: Installazione di nuove antenne di televisione e radio FM
- 1º ottobre 1951: Ripresa delle trasmissioni televisive
- maggio 1963: fine delle trasmissioni radio
- 1973: fine delle trasmissioni televisive
- 1989: Smontaggio degli ultimi trasmettitori radio e TV

## Dimensioni
- Altezze
- altezza della cucina: 48.122 m
- altezza del ristorante: 51.652 m
- altezza del pulpito di osservazione: 121.492 m
- altezza della piattaforma di osservazione: 124.092 m
- altezza del fusto della torre: 129.292 m
- altezza della torre: 150.062 m
- Sezioni
- ampiezza alla base: 18.5 m
- distanza fra i limiti delle fondazioni alla base: 24.5 m
- sezione della cucina: 9.1 m
- sezione alla base del ristorante: 15 m
- sezione del tetto del ristorante: 18.7 m
- sezione del pulpito di osservazione: 4.4 m
- sezione della piattaforma di osservazione: 7.9 m
- sezione delle piastre del basamento a terra: 5.7 m
- sezioni del vano dell'ascensore
  - sotto il ristorante: 4.05 m
  - sopra il ristorante: 2.4 m
- Peso: 600 tonnellate